# Docker (Cumbria)
Pour les articles homonymes, voir Docker (homonymie).
Docker est une paroisse civile de Cumbria, située dans le nord-ouest de l'Angleterre.